# Sirena di Modena
La Sirena di Modena è un falso mostro, un ibrido artificiale realizzato nella prima metà dell'Ottocento. Si tratta di un manufatto mostruoso, in parte pesce e in parte di forma vagamente antropomorfa, assemblato per soddisfare il gusto per l'esotico ed il grottesco dei collezionisti ottocenteschi. Di probabile origine orientale, la sirena entrò a far parte delle collezioni del Museo civico di Modena nel 1875.

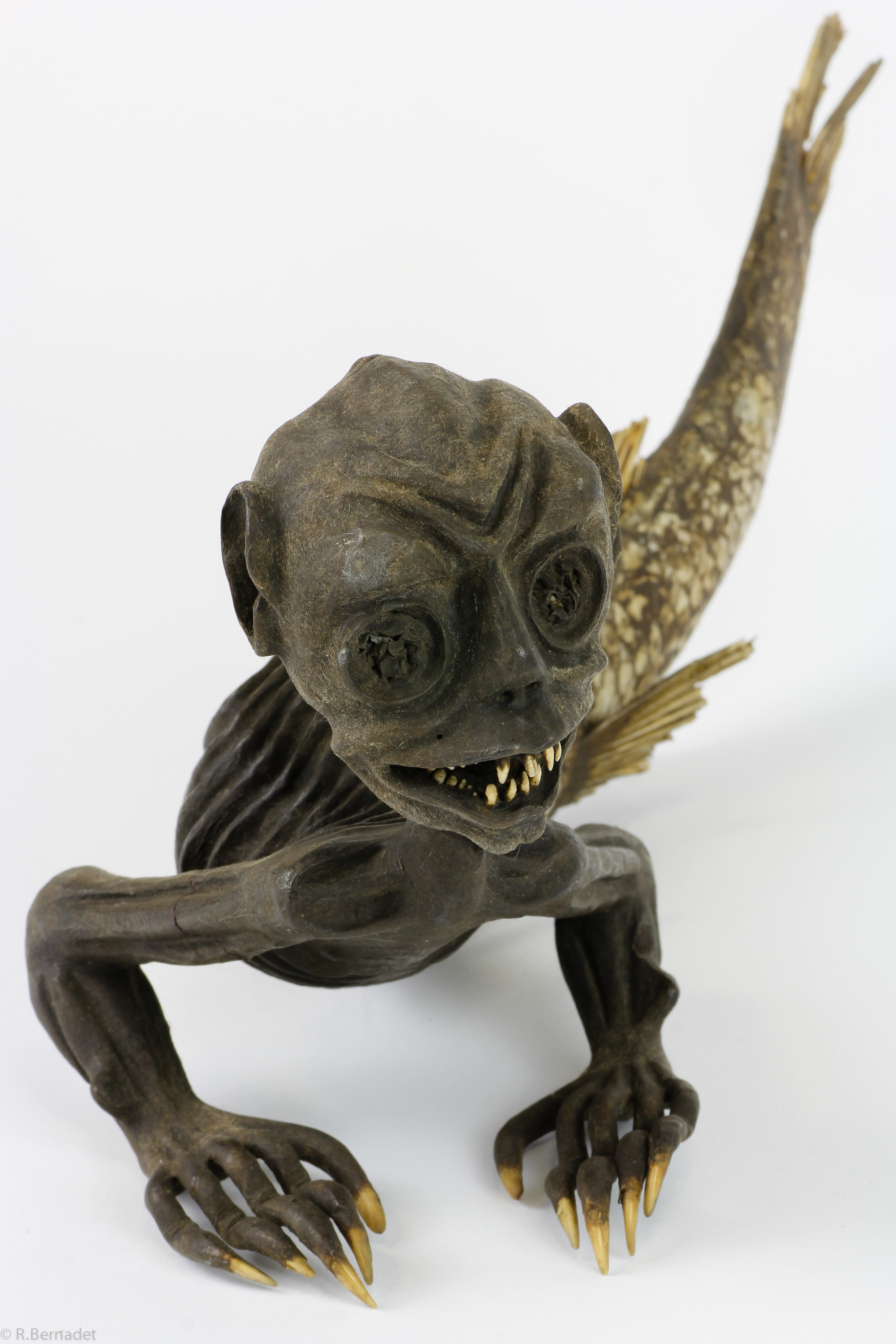
La sirena di Modena dopo l'ultimo restauro

## Origine dell'esemplare modenese
La piccola sirena esposta al Museo di Modena è un pastiche ottocentesco di materiali eterogenei: gesso, parti di pesce e parti di scimmia. 
La donazione della sirena al Museo civico di Modena per opera del nobile modenese Pietro Sghedoni è ricordata da Carlo Boni, primo direttore del Museo, nel suo rapporto di direzione per il 1875-76, dove descrive il curioso oggetto come "imitazione, forse fatta da mano indiana del noto mostro favoleggiato dai nostri poeti classici e naturalisti poeti". Boni era dunque perfettamente consapevole di avere a che fare con un manufatto creato dall'uomo.
La sirena si presenta adagiata in posizione prona, con il torso sollevato e sostenuto dalle braccia. Il volto grottesco è marcato da profonde ed esasperate linee d'espressione, le labbra socchiuse mostrano denti affilati e gli occhi sono resi da semplici impronte circolari con bordo rialzato. Il corpo della sirena è realizzato in modo da ricordare quello di un animale mummificato per essiccazione, con le ossa ben prominenti e un colorito bruno.
Questa pseudo-sirena era giunta nelle mani di Sghedoni probabilmente dal mercato antiquario francese, come testimonia una fotografia firmata con il cartiglio del fotografo parigino C. Lebert di Rue de Sevres 21, in cui la sirena è ritratta "in posa" nell’ovale tipico delle carte de visite. Il manufatto arrivò a Modena negli anni '70 dell'Ottocento, accompagnata da ritagli di giornale degli anni '20 e '30 che riportavano notizie di avvistamenti e recuperi di esseri simili nel nord della Cina e nel Mar di Marmara. Questi articoli probabilmente volevano essere una sorta di certificato di autenticità, forse per convincere l'acquirente della reale esistenza di queste creature o forse, più verosimilmente, per rievocare il clima di metà secolo, quando si era verificata una vera e propria esplosione di interesse e curiosità nei confronti di questi piccoli ibridi dalle sembianze umanoidi. È in questo contesto che proliferò la creazione e la vendita di eclettici ibridi, spacciati come resti mummificati di creature misteriose.

## Barnum e la sirena delle Figi

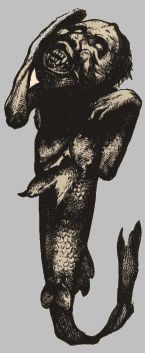
Ritratto della sirena esposta da Barnum, originariamente pubblicato sul New York Herald, 1842

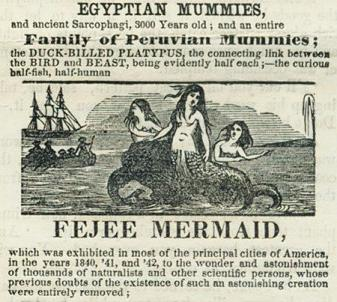
Avviso pubblicitario dell'esposizione della sirena di Barnum

Ad alimentare l'attrazione per tutto ciò che era ritenuto raro, deforme o bizzarro, aveva contribuito in modo determinante Phineas Taylor Barnum, il geniale inventore dei musei popolari americani, luoghi di intrattenimento a basso costo che con intento ludico-educativo proponevano esposizioni di rarità, freak show con giganti, nani, albini, ventriloqui e animali ammaestrati, e anche la presentazione di qualche diorama e di una grande quantità di sofisticati automi androidi. 
Agli inizi degli anni '40 dell'Ottocento Barnum ottenne in prestito dal politico Moses Kimball un esemplare di sirena molto simile a quello del Museo di Modena: si diceva fosse stato recuperato in Cina, o che fosse stato realizzato da marinai giapponesi come scherzo o come oggetto di culto per cerimonie religiose, e che già negli anni '20 fosse stato esposto al pubblico in un caffè londinese. Barnum era pienamente consapevole che la piccola sirena fosse un falso, ma era deciso comunque a farne la star del suo museo, facendo leva sulla credulità della gente e sfruttando il fascino per l'eclettico molto in voga ai tempi. Lo strabiliante lancio pubblicitario da lui architettato per attrarre il pubblico pagante fu decisamente all'avanguardia per quei tempi: istruì il suo assistente affinché indossasse i panni di un sedicente Dr. Griffin del Liceo di Storia Naturale di Londra, per poi registrarsi in un hotel di Filadelfia e mostrare al direttore dell'albergo, in gran segretezza, la "piccola sirena". Seguendo le indicazioni di Barnum, il suo assistente descrisse il manufatto come un raro esemplare di sirena recuperato alle isole Figi e da lui acquistato in Cina per il suo Liceo. In breve tempo la notizia comparve sul New York Herald e su altri autorevoli testate dell'East Coast: nel 1842 la "sirena delle Figi" (Feejee Mermaid), come era stata ribattezzata, fece registrare al museo Barnum il record di incassi. Oltretutto questo falso ibrido era stato presentato al pubblico dalla voce "autorevole" Dr. Griffin come l'anello di congiunzione fra l'uomo e il pesce.
Purtroppo la sirena originale esposta da Barnum non sopravvisse ad un incendio che alla fine del secolo distrusse la collezione di Kimball, alla quale il manufatto era ritornato.

## Altri esemplari

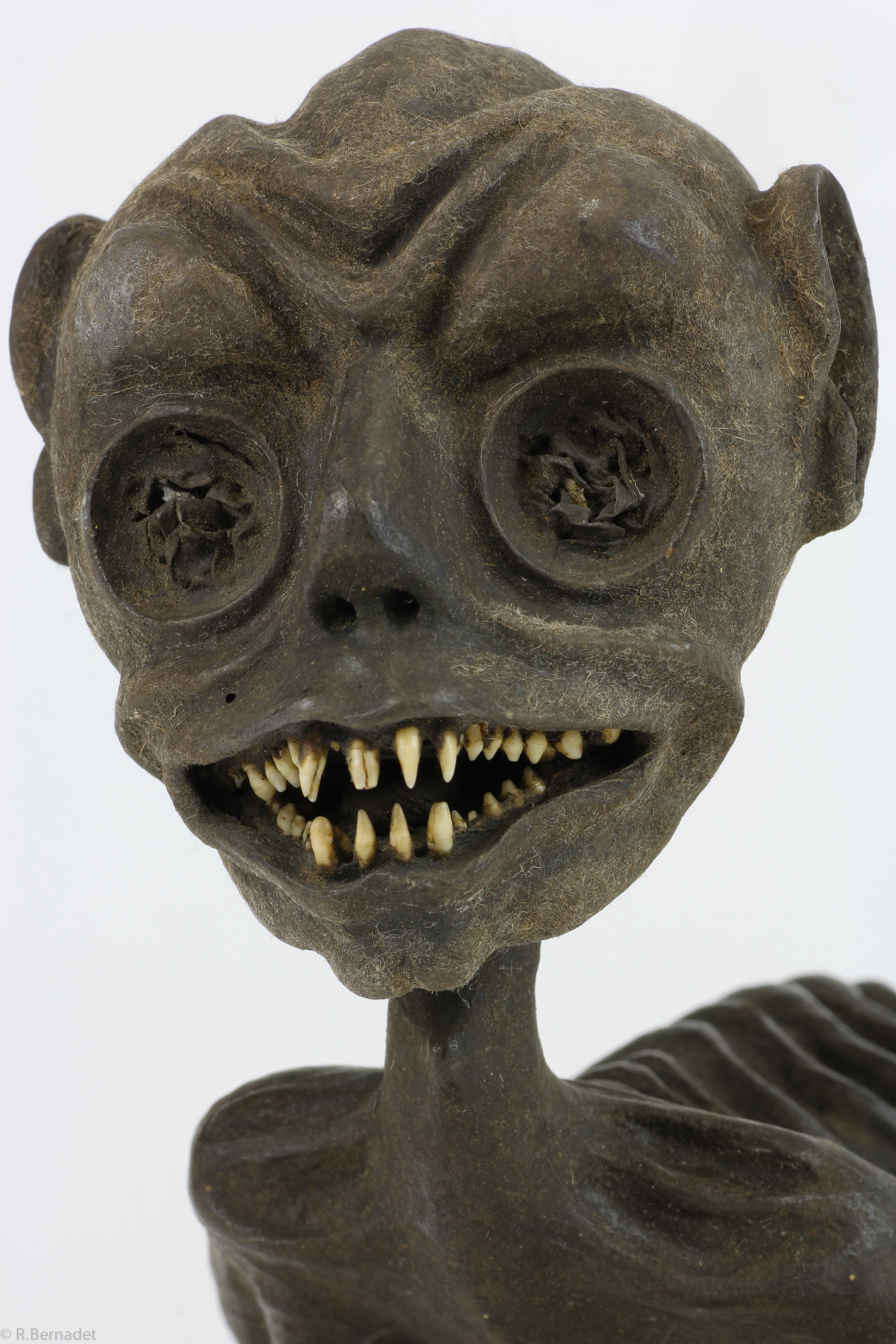
Sirena di Modena, particolare del volto

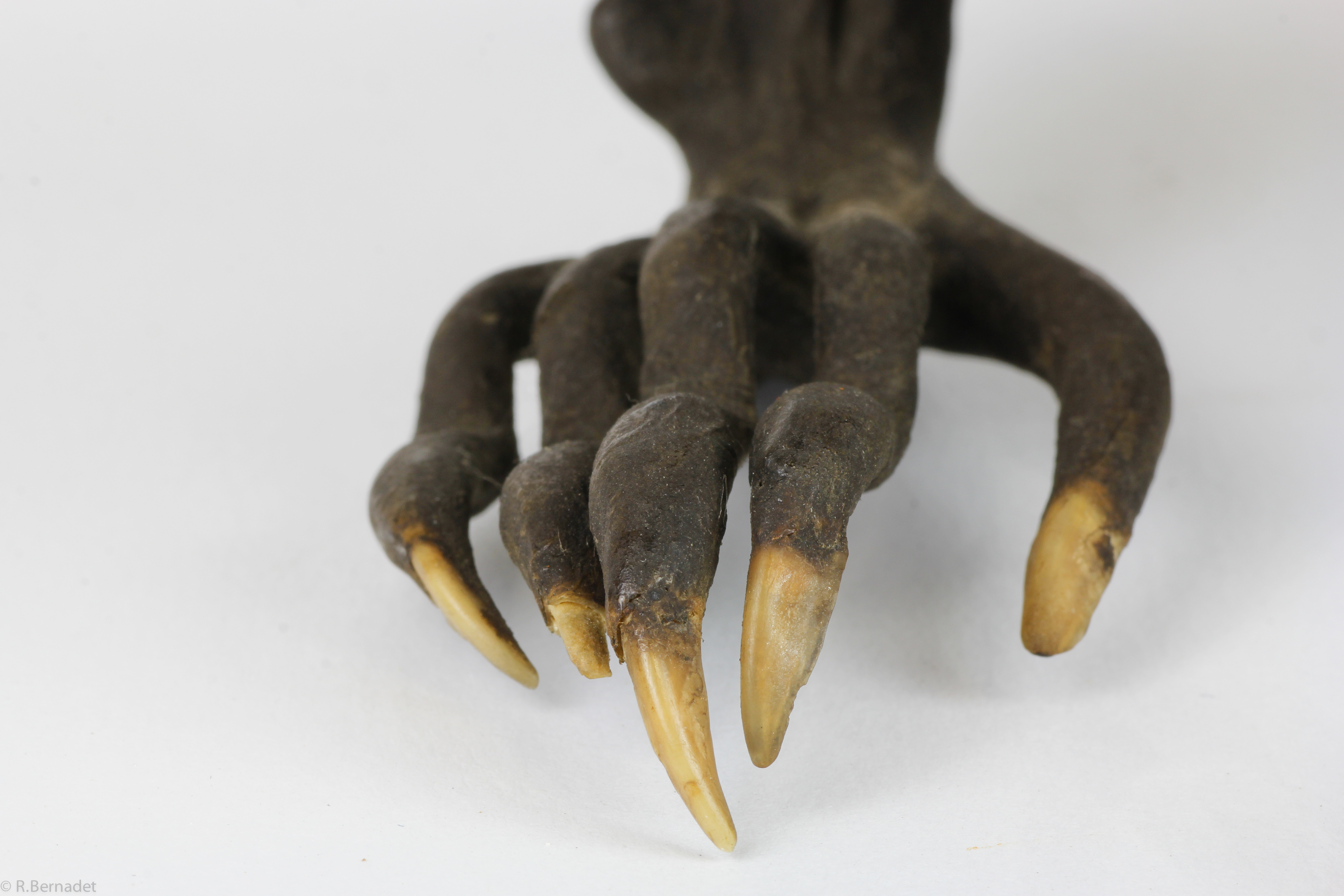
Sirena di Modena, particolare delle zampe

Sulla scia del successo della sirena delle Figi, si generò un vero e proprio commercio di questi esemplari contraffatti, prodotti unendo alla coda di un pesce componenti di vari animali (piccole scimmie, uccelli) o integrando in cartapesta le parti del corpo mancanti, talvolta anche aggiungendo qualche ciuffo di pelo di colorazione chiara. È possibile che ad una iniziale produzione di questi ibridi artificiali in estremo oriente si sia poi affiancata una produzione quasi seriale in Europa e in America da parte di tassidermisti locali che lavoravano su commissione per conto di collezionisti privati, musei di curiosités e produttori di spettacoli dal vivo. A tale produzione in serie è da ricondurre l'utilizzo della medesima posa nella maggior parte degli esemplari.
Che l'origine del fenomeno delle sirene delle Figi sia da ricercare nei paesi orientali è suffragata dalla presenza nella mitologia e nei racconti popolari giapponesi di creature soprannaturali, le ningyo, descritte con torso umano, denti e coda di pesce, e bocca di scimmia. Rappresentazioni di ningyo si potevano trovare in Giappone, in santuari scintoisti e buddhisti, e potevano essere acquistate anche da viaggiatori occidentali nel corso dei misemono, tradizionali eventi carnevaleschi, tra XVIII e XIX secolo. Le sembianze di queste creature ricordano evidentemente le piccole sirene delle Figi; altri aspetti, come il fatto che le ningyo abitavano negli oceani e possedevano dolci voci flautate, riecheggiano invece la figura mitologica della sirena secondo la tradizione occidentale.
Tra gli eccentrici esemplari di pseudo-sirene tuttora conservati, oltre a quello del Museo di Modena, si ricordano a titolo esemplificativo e non esaustivo: la sirena esposta al Peabody Museum dell'Università di Harvard, quella al Booth Museum di Brighton, quella presso il Horniman Museum and Gardens di Londra, quella conservata nei depositi del Nature Museum di Grafton, quella esposta al Buxton Museum & Gallery e quella custodita al British Museum, forse settecentesca.
Infine è da segnalare l'impressionante somiglianza tra la piccola sirena di Modena e quella conservata nelle collezioni del Mead Art Museum dell'Amherst College, sia per quanto riguarda la fisionomia e la posa, che per i materiali utilizzati: la coda di pesce sembra essere della stessa specie in entrambi i manufatti; inoltre i solchi delle costole, delle clavicole, le rughe d'espressione sul volto e la fattura di altri elementi come orecchie e bocca sono talmente simili nelle due sirene da sembrare realizzati a stampo. Sulla base di ciò si può verosimilmente ipotizzare la provenienza di entrambi i manufatti dalla medesima bottega artigianale. Anche la sirena del Horniman Museum mostra grande somiglianza, soprattutto nella postura, mentre torso, testa e braccia, per quanto similari, danno prova di essere stati realizzati da una mano diversa.
Nella seconda metà dell'Ottocento i gusti dell'epoca iniziarono a cambiare e, parallelamente al progressivo declino delle esposizioni di bizzarre rarità ed esseri straordinari, anche la fama delle piccole sirene venne lentamente meno. Alle porte del Novecento nuove forme di divertimento guadagnavano l'attenzione del pubblico, come i primi film in bianco e nero. Ormai la maggior parte degli esemplari di false sirene in circolazione era entrata a far parte di collezioni pubbliche o private, sebbene la produzione di ibridi artificiali si protrasse in alcuni casi fino agli esordi del Novecento, con evidenti variazioni stilistiche rispetto agli originali ottocenteschi.
Manifestazioni tarde del fenomeno delle sirene delle Figi sono ad esempio l'esemplare del 1915 circa esposto in una vetrina presso l'Indian Trading Post di Banff e l'esemplare degli anni '20 del Novecento esposto al Ye Olde Curiosity Shop di Seattle.
Di datazione incerta è l'esemplare conservato al Museo della scienza di Londra, appartenente al tipo prono come la maggior parte degli esemplari conservati, ma dotato di folti ciuffi di pelo.
In aggiunta, si potrebbe dire anche che il fascino antiquario per le cosiddette sirene delle Figi non si sia mai esaurito del tutto: oltre ai già citati esempi novecenteschi infatti si può osservare come ancora adesso, nel XXI secolo, siano in commercio repliche e rivisitazioni di tali ibridi prodotte da artisti contemporanei.
Anche in Italia non mancano falsi del genere, reperti confezionati con parti di animali; per esempio nel Museo civico di storia naturale di Milano, e nel Museo civico di storia naturale di Venezia.

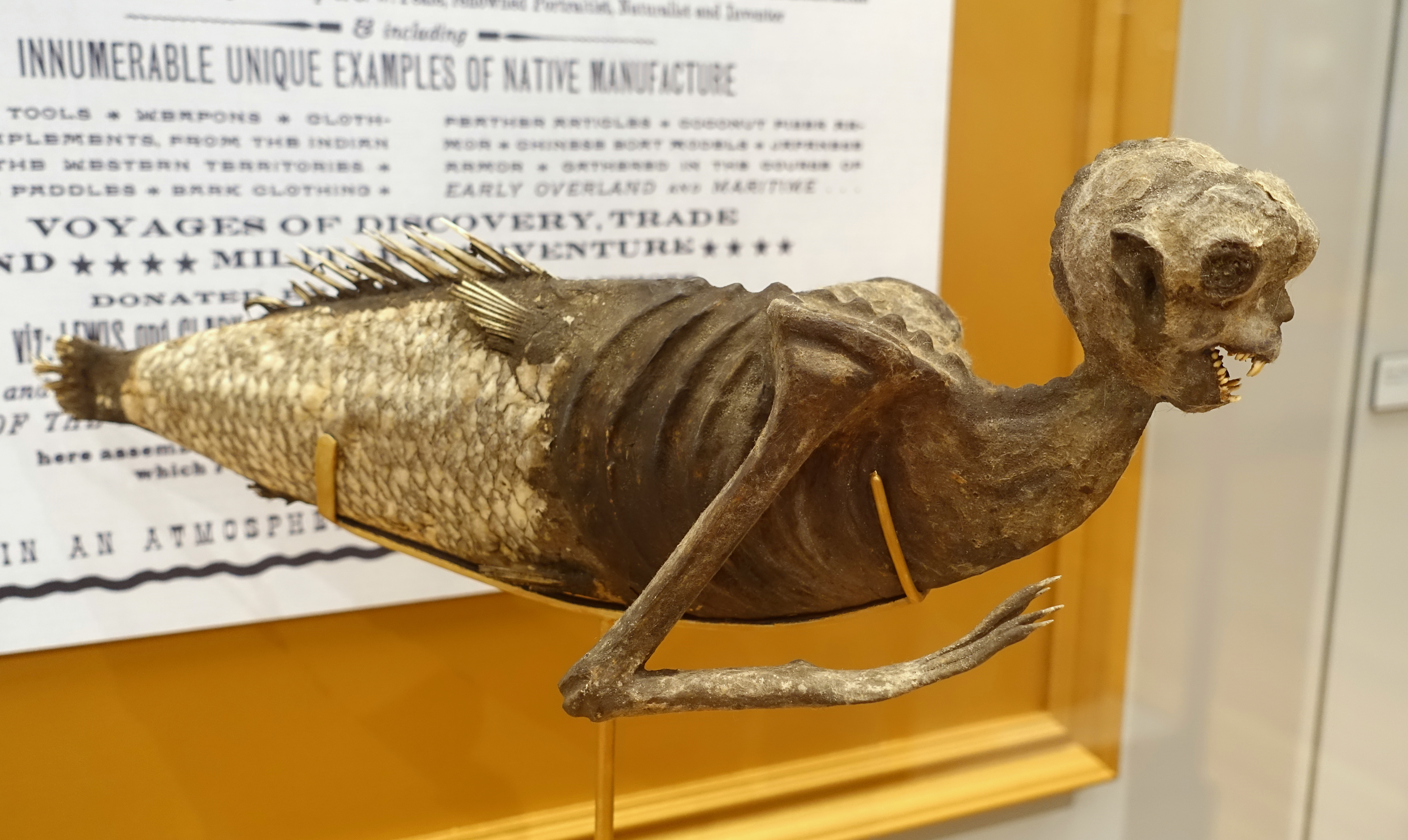
Sirena del Peabody Museum, Harvard University
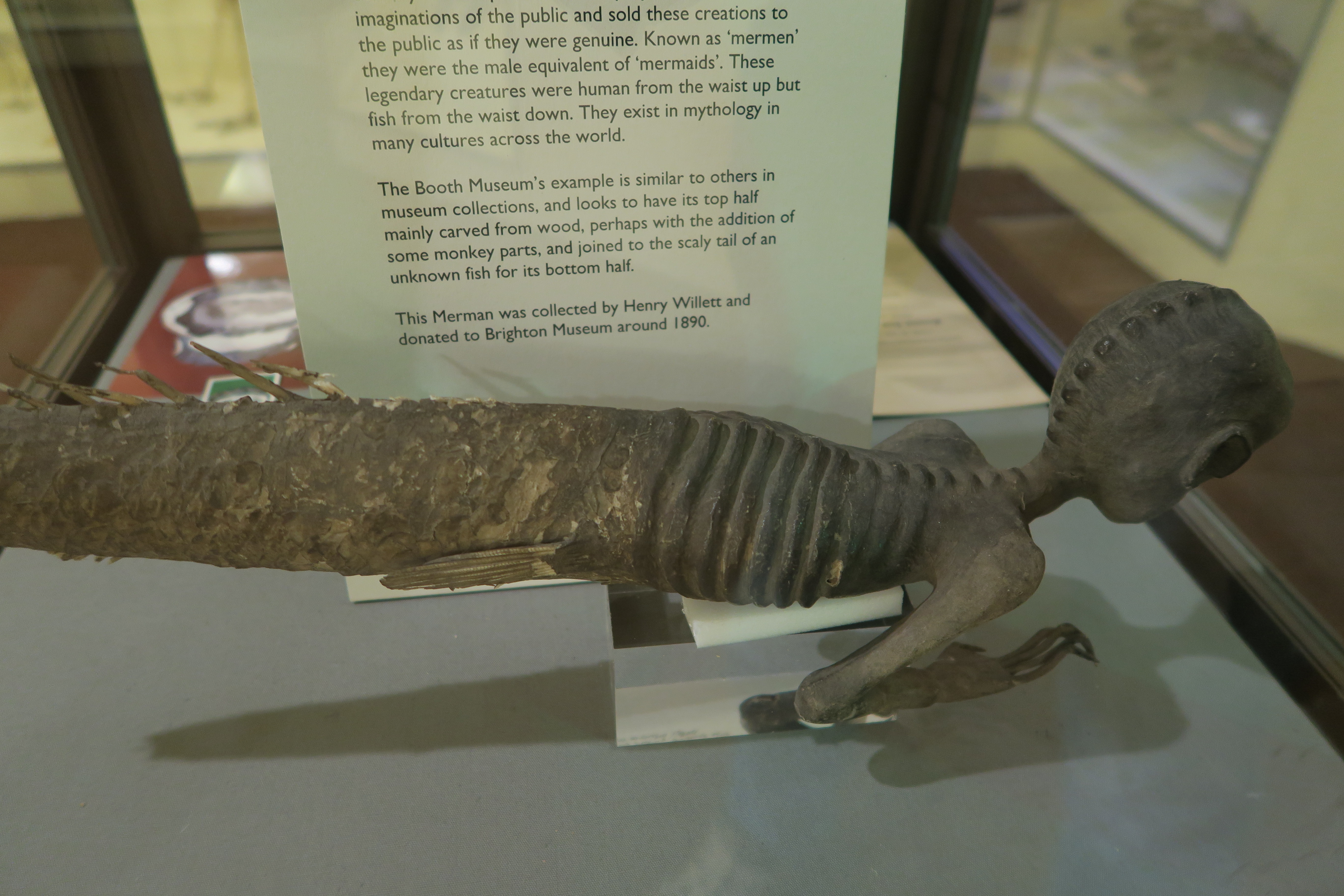
Sirena del Booth Museum of Natural History di Brighton
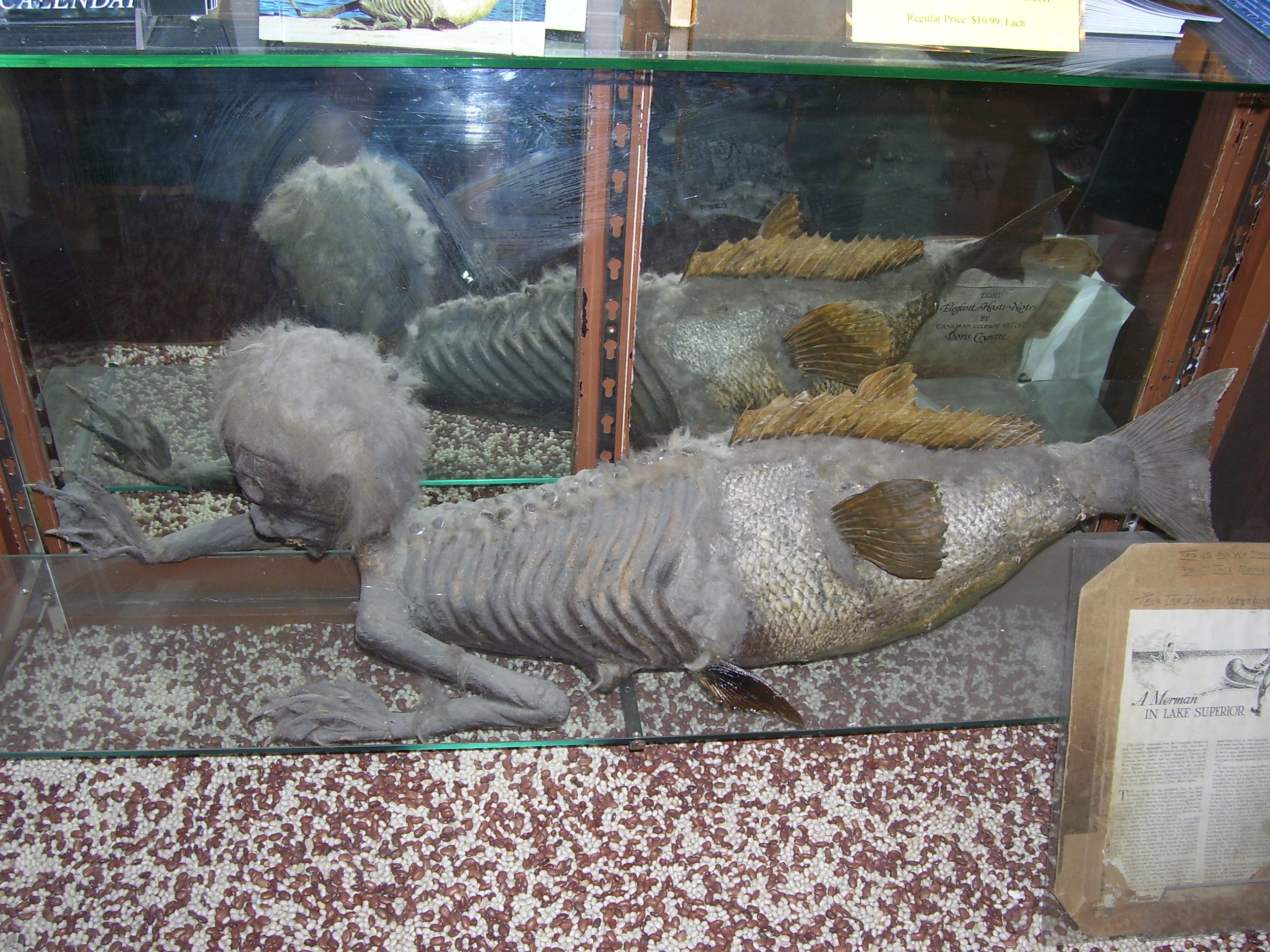
Sirena esposta all'Indian Trading Post di Banff
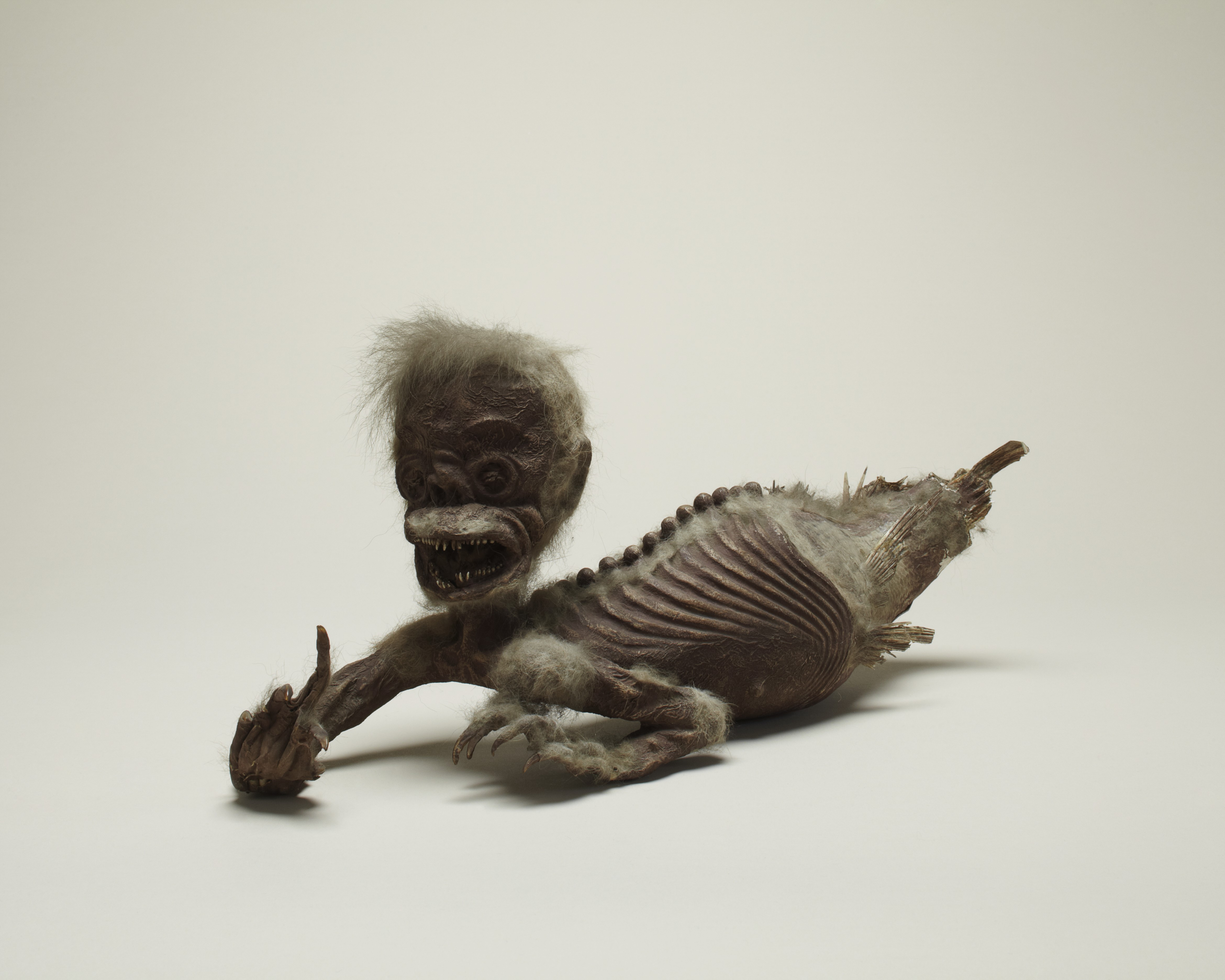
Sirena del Museo della scienza di Londra

## La fortuna della sirena di Modena

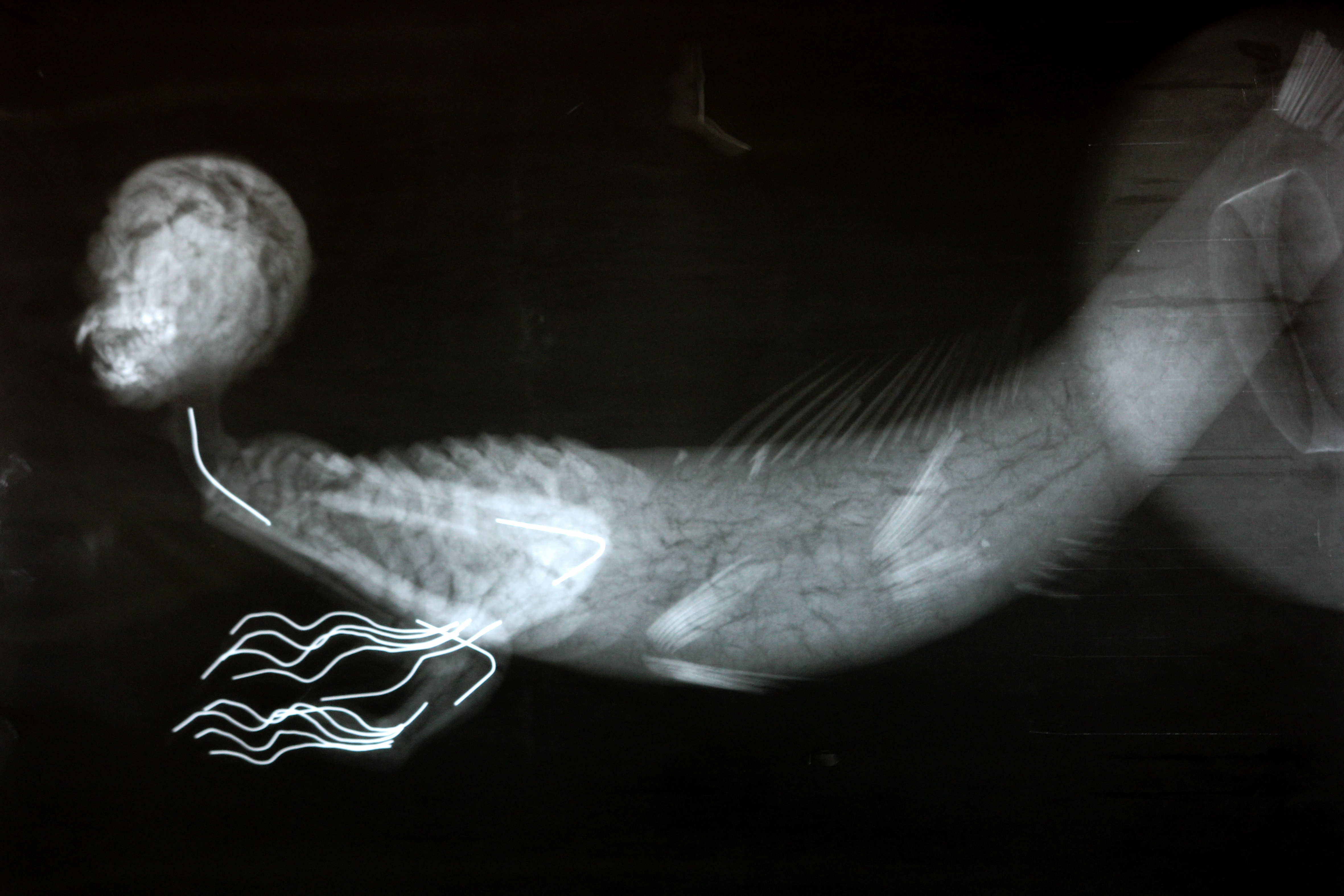
Radiografia RX della Sirena di Modena, piano sagittale sinistro

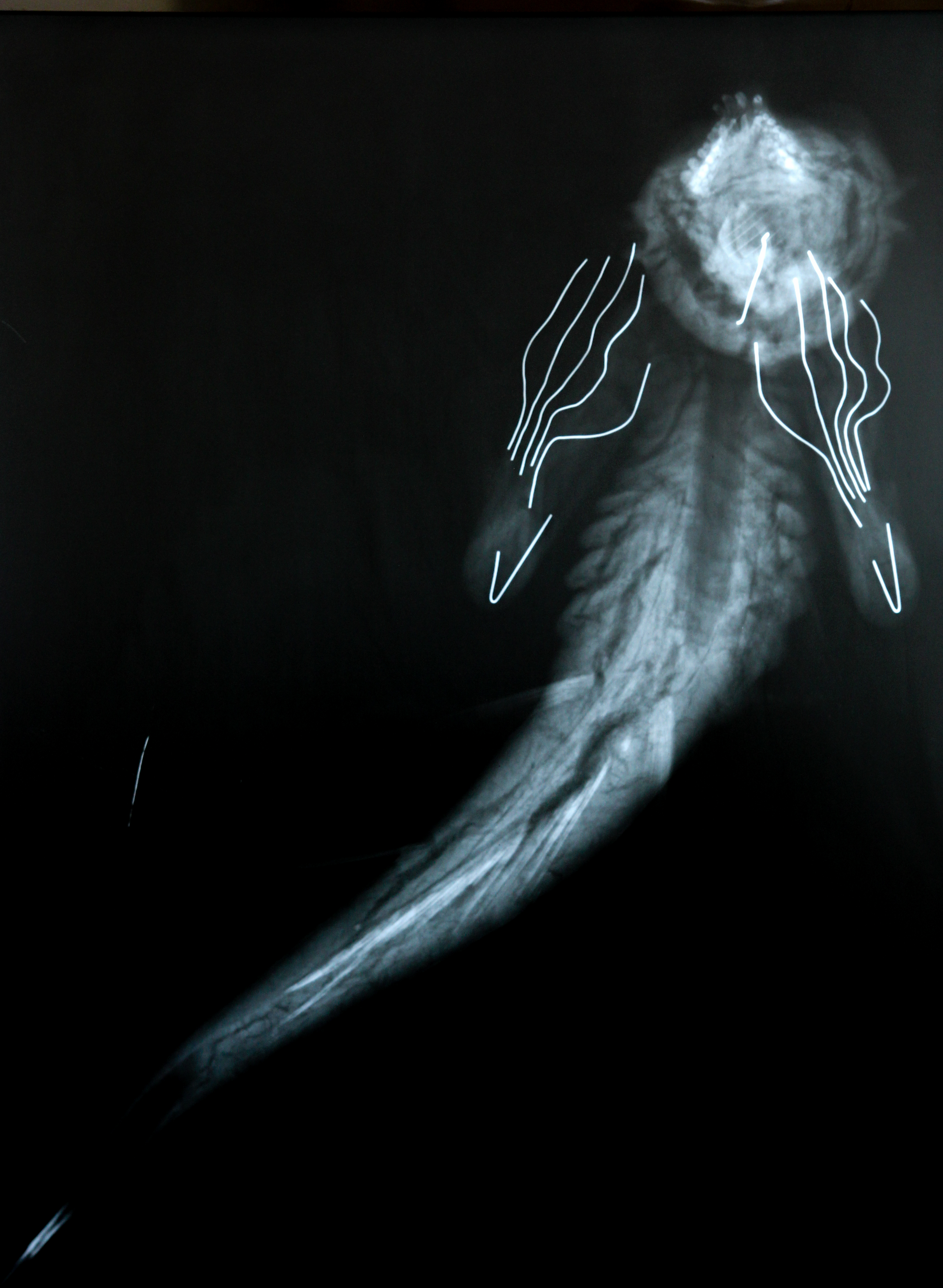
Radiografia RX della Sirena di Modena, piano trasverso ventrale

Gli ibridi artificiali presentati come sirene sembrano dunque essere nati in Giappone come rappresentazione religiosa e culturale delle ningyo, per poi nel tempo subire un'evoluzione di significato, diventando manufatti dalle forme quasi caricaturali, associati all'idea occidentale di sirena e realizzati appositamente per il collezionismo estero amante dell'esotico e dell'eclettico, fino a divenire nel corso del XX secolo il prodotto di un artigianato estremamente di nicchia svolto soprattutto da tassidermisti americani.
L'esemplare modenese è certamente tra i meglio conservati e noti della sua specie in ambito europeo: ciò ha fatto sì che la sirena sia stata spesso richiesta in prestito da altri istituti museali per essere presentata nell'ambito di esposizioni temporanee, e in particolare nell'ambito di mostre che indagavano la tradizione e la fortuna nei secoli passati di tutte quelle figure definite mostruose o mitologiche. La pseudo-sirena modenese, permanentemente esposta all'interno del Museo civico di Modena nella bacheca delle collezioni orientali, ha dunque preso parte alle seguenti mostre temporanee:
- Animali. Tiere und Fabelwesen von der Antike bis zur Neuzeit, presso il Museo Nazionale Svizzero di Zurigo, 1 marzo - 14 luglio 2013[15]
- Sangue di drago, squame di serpente, presso il Castello del Buonconsiglio di Trento, 10 agosto 2013 - 6 gennaio 2014[16]
- Monster. Fantastische Bilderwelten Zwischen Grauen und Komik, presso il Germanisches Nationalmuseum di Norimberga, 7 maggio - 6 settembre 2015[17]

Inoltre nel 2006 la sirena è stata l'indiscussa protagonista di una mostra allestita nel Museo civico di Modena nell'ambito del Festivalfilosofia, edizione dedicata al tema "umanità".